# سعد الشیب
سعد الشیب (انگلیسی: Saad Al Sheeb؛ زاده ۱۹ فوریهٔ ۱۹۹۰) یک بازیکن فوتبال اهل قطر است. او دو قهرمانی جام ملت‌های آسیا دارد.

## تیم ملی
وی همچنین در تیم ملی فوتبال قطر بازی کرده‌است.در مسابقات جام ملت‌های آسیا ۲۰۱۹ با رکورد یک گل خورده بهترین دروازه‌بان این جام شناخته شد.